# خریستو خریستوف
خریستو خریستوف (بلغاری: Христо Христов؛ زادهٔ ۲۷ آوریل ۲۰۰۱) وزنه‌بردار اهل بلغارستان است.
وی در مسابقات کشوری و بین‌المللی در مجموع برندهٔ ۶ مدال طلا، ۲ مدال نقره شده‌است.